# 聖尼各老共同主教座堂

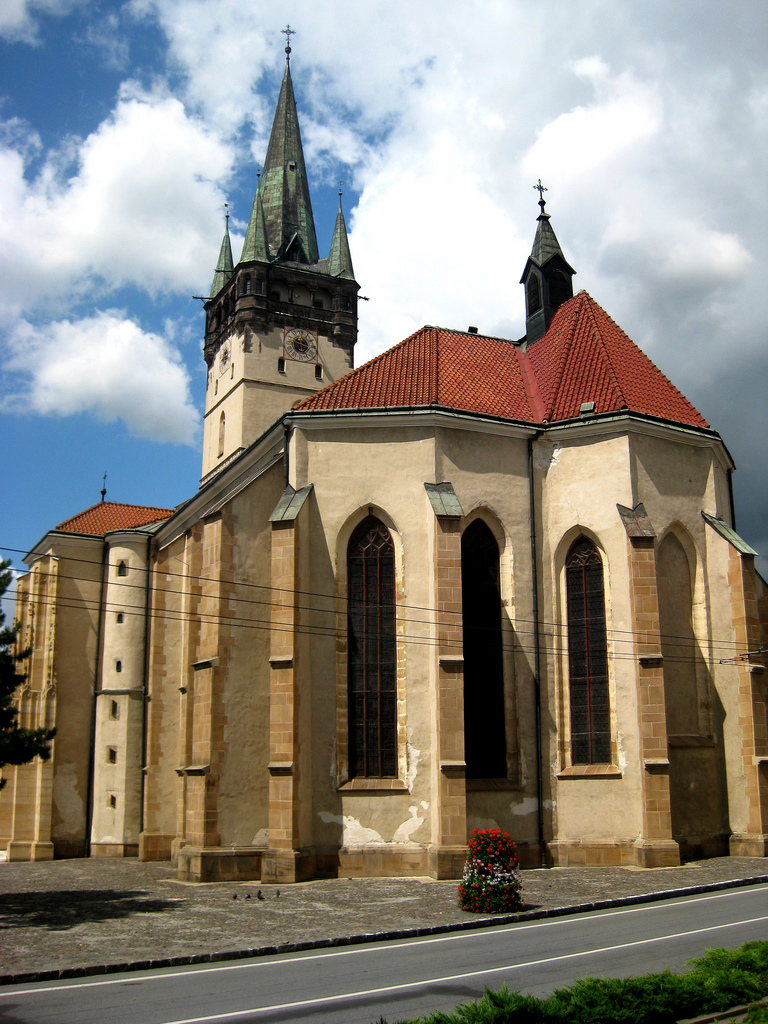

聖尼各老共同主教座堂是位於斯洛伐克城市普雷紹夫的一座教堂。聖尼各老共同主教座堂是普雷紹夫歷史最古老和最重要的教堂。